# Асельдеров, Рустам Магомедович
Руста́м Магоме́дович Асельде́ров (Асильде́ров, Асильда́ров), известный также как Абу Мухаммад Кадарский (9 марта 1981, Ики-Бурул, Калмыцкая АССР, РСФСР, СССР — 3 декабря 2016, Талги, Дагестан, Россия) — дагестанский террорист-исламист, амир Вилаята Дагестан (ИК, 23 июня 2015—3 декабря 2016), 1-й амир Вилаята Кавказ (ИГ, 6 августа 2012—28 декабря 2014).

## Биография
Родился в Калмыкии, но вырос в Буйнакском районе Дагестана (в т. н. Кадарской зоне), в дальнейшем жил в Махачкале. Был наиболее приближённым к Ибрагимхалилу Даудову человеком.
В 2007 году Рустама Асельдерова судили за незаконное хранение оружия и пособничество боевикам, однако присяжные оправдали его. После этого он снова ушёл к «лесным», а вскоре возглавил т. н. «кадарскую» бандгруппу.
Данная группировка причастна к убийству пятерых охотников: 28-летнего Загира Абдуллаева, 27-летнего Курбана Насухова, 25-летнего Османа Камалудинова, 28-летнего Руслана Камалудинова и 50-летнего Накмина Исрапилова 26 февраля 2012 года, которые случайно обнаружили боевиков в лесу. Боевики связали их, поставили на колени и расстреляли из двух автоматов и пистолета.
С 2011 года находился в федеральном розыске, по статьям 105 УК РФ (убийство) и 222 (незаконный оборот огнестрельного оружия).
9 марта 2012 года был блокирован в Карабудахкентском районе Дагестана, вместе с группой боевиков, за которыми следили почти месяц. После того, как вертолёт погрануправления РД обнаружил в окрестностях села Губден группу вооружённых людей, боевики обстреляли преследователей и попытались оторваться. К месту были направлены артиллерия и вертолёты. Однако боевикам удалось уйти.
С 4 апреля 2012 года исполнял обязанности амира. 6 августа 2012 года Доку Умаров назначил Асельдерова амиром «Дагестанского фронта». Подозревается в организации террористических актов в Чиркее и Волгограде.
16 декабря 2014 года принёс присягу лидеру ИГ Абу Бакру аль-Багдади, после чего, 28 декабря амир Имарата Кавказ Кебеков заочно освободил Асельдерова с поста амира Вилаята Дагестан. На пост амира Вилаята Дагестан был назначен Саид Араканский.
В конце июня 2015 года решением Абу Бакра аль-Багдади был назначен валием новообразованного Вилаята Кавказ.
Убит вместе с четырьмя членами своей группы в результате антитеррористической операции ФСБ и МВД России 3 декабря 2016 года.